# Unversehrtheit der Rechtsordnung
Die Unversehrtheit der Rechtsordnung, auch: Unverbrüchlichkeit der Rechtsordnung, ist ein polizeirechtlicher Begriff aus der Gefahrenabwehr und beschreibt den Fortbestand der Rechtsordnung. Sie ist Teil der Definition des Tatbestandsmerkmals der öffentlichen Sicherheit, wie es in den polizeirechtlichen Generalklauseln vorkommt. Aufgabe eines jeden Staates ist es, den Gefahren für die Rechtsordnung entgegenzuwirken, entweder durch Prävention oder Repression. Diese Gefahren werden durch Amtsträger, meist durch Vollzugsbeamte, abgewendet.
Dieses polizeiliche Handeln wird durch Maßnahmen bewirkt. Es richtet sich je nach Polizeirecht gegen die Störung der öffentlichen Sicherheit und/oder Ordnung, genauer gesagt an den Urheber und somit Adressaten der Maßnahme, die polizeipflichtige Person als den Zustandsverantwortlichen. Gegen ihn können sich Maßnahmen der Gefahrenabwehr wie beispielsweise die Ersatzvornahmen, die Sicherstellung nach Polizeirecht, die Erhebung von Zwangsgeld oder auch ein Polizeigewahrsam richten.
Der Maxime ähnlich ist strafverfahrensmäßig der Strafanspruch des Staates zu sehen.